# Jiřina Šiklová
Jiřina Šiklová, rozená Heroldová (17. června 1935 Praha – 22. května 2021 Praha), byla česká socioložka, publicistka, spisovatelka, známá angažovaností v gender studies a politice. Mezi lety 1956 a 1969 byla členkou KSČ, kde působila v reformním křídle. Podepsala Chartu 77 a za svoji práci pro český disent byla vězněna.

## Životopis
Narodila se v rodině lékaře, sociálního demokrata, její matka byla učitelka. Po maturitě na gymnáziu vystudovala historii a filosofii na Filozofické fakultě Univerzity Karlovy v Praze (studium ukončila v roce 1958).
Patřila mezi zakládající členy katedry sociologie na Filozofické fakultě UK (Eduard Urbánek, Jan Sedláček, Jiřina Šiklová, Bedřich Bauman, Martin Marušiak; 1965). Disertační práci, v níž se zabývala problematikou mládeže a studentského hnutí, rozšířila ve studii o tehdejším hnutí západních rebelů (vyd. 2012).
Od roku 1956 byla členkou KSČ. Angažovala se např. na podzim roku 1967 po zastavení vydávání Literárních novin, kdy přemlouvala kolegy, aby zůstali ve straně a podpořili rodící se reformu. V roce 1968 se stala funkcionářkou a vedoucí stranické skupiny na FF UK. Poté za tuto skupinu podepsala manifest Dva tisíce slov a působila v tzv. nátlakové skupině „Červení proti“. V roce 1969 ze strany vystoupila. (Doba členství J. Šiklové v KSČ je v některých publikacích uváděna nepřesně.) Po propuštění z univerzity pracovala jako uklízečka, pokračovala v samostudiu a dávala konzultace studentům. Na začátku 70. let našla místo jako sociální pracovnice na geriatrickém oddělení Thomayerovy nemocnice v Praze, kde se podílela na výzkumu, avšak bez možnosti publikovat pod svým jménem, a kde se zapojila do disentu.
Od 70. let spolupracovala s Petrem Pithartem na distribuci zahraničních i exilových knih do tehdejšího Československa. Podepsala Chartu 77.
V normalizačních letech byla perzekvována a od 8. května 1981 vězněna za pašování nelegální literatury; byla obviněna z podvracení republiky ve skupině ve spojení se zahraničím. Na svobodu byla z vazby propuštěna koncem března 1982. Spolupracovala také s Dokumentačním střediskem československé nezávislé kultury v Scheinfeldu (SRN), kde na zámku Schwarzenberg shromažďoval Vilém Prečan veškerou exilovou a samizdatovou literaturu.
Po změně režimu v roce 1989 byla pozvána opět přednášet sociologii na FF UK v Praze. Zde iniciovala založení katedry sociální práce (nikoli aplikované sociologie), kterou do roku 2000 vedla. Založila, vedla a podporovala Centrum a knihovnu Gender Studies v Praze (nezisková organizace Gender Studies založená v listopadu 1991 v bytě Jiřiny Šiklové jako odborná knihovna, tzv. Curriculum centrum, a kontaktní středisko českých ženských organizací se později rozrostla na obecně prospěšnou společnost s širším záběrem).

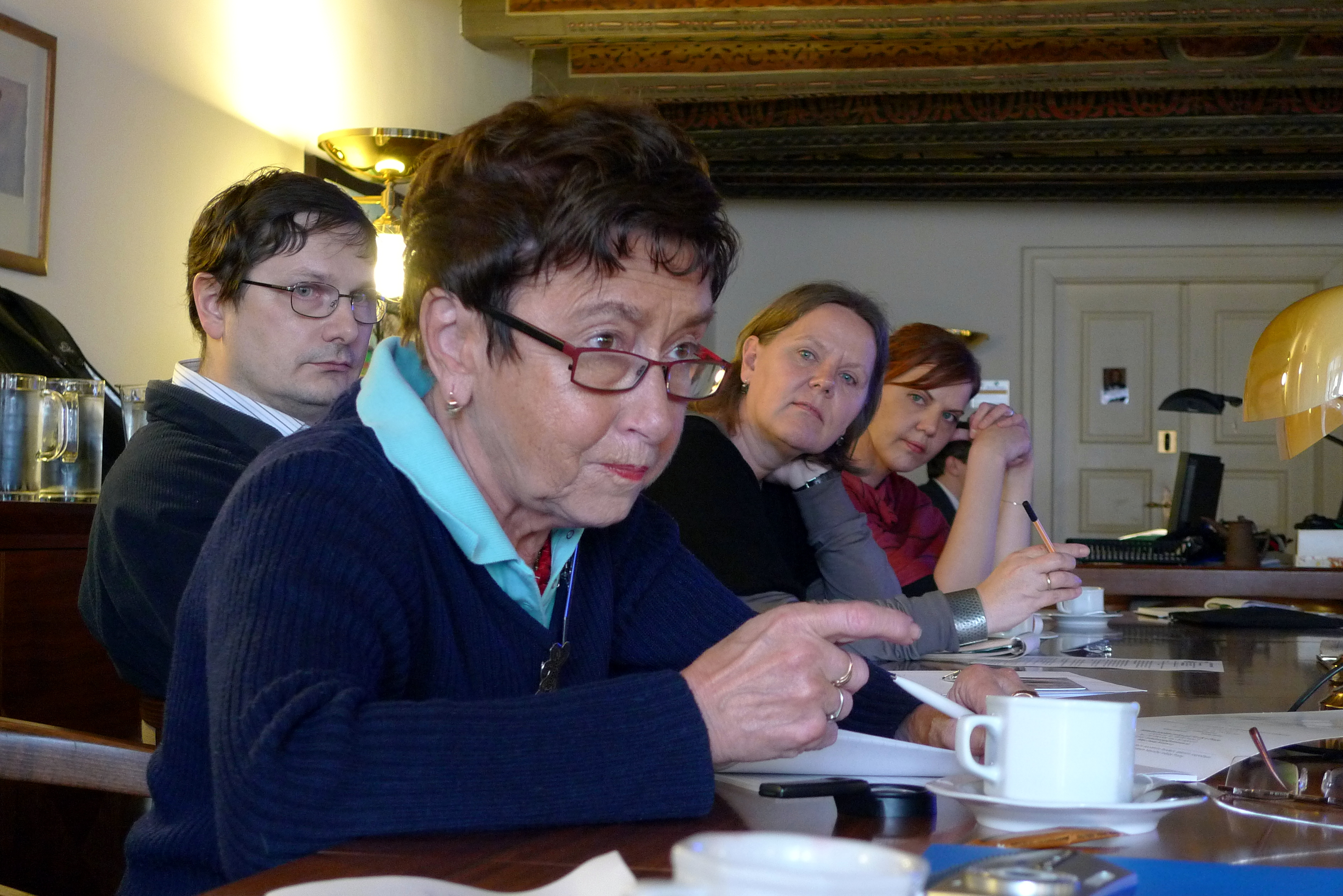
Jiřina Šiklová v poslaneckém klubu Strany zelených

V roce 2009 kandidovala za Stranu zelených ve volbách do Evropského parlamentu, v roce 2010 pak vedla kandidátku Zelených za Královéhradecký kraj ve volbách do sněmovny; Ani v jedněch volbách však Strana zelených nezískala žádný mandát.
Byla členkou správní rady několika nadací (Nadace rozvoje občanské společnosti, Vize 97, Nadace Charty 77 – Konto Bariéry, Nadace VIA), členkou redakční rady zahraničních i domácích odborných časopisů (např. Listy, European Journal of Social Work, East Central Europe, Social Research).
Zastávala se myšlenky na vybudování radarové vojenské základny Spojených států v České republice. Odpor Čechů k přijímání uprchlíků zdůvodňovala nedostatkem vzdělání a myšlenkovou zakořeněností v dobách komunismu a vyzývala lidi, aby se islámu nebáli.
Na přelomu tisíciletí vystupovala rovněž na kulturních podvečerech pořádaných Masarykovým demokratickým hnutím v Praze i v Kopřivnici.
Byla patronkou festivalu demokracie a občanské společnosti „Zlínské jaro“, na kterém se účastnila řady diskusí v letech 2011 až 2019.

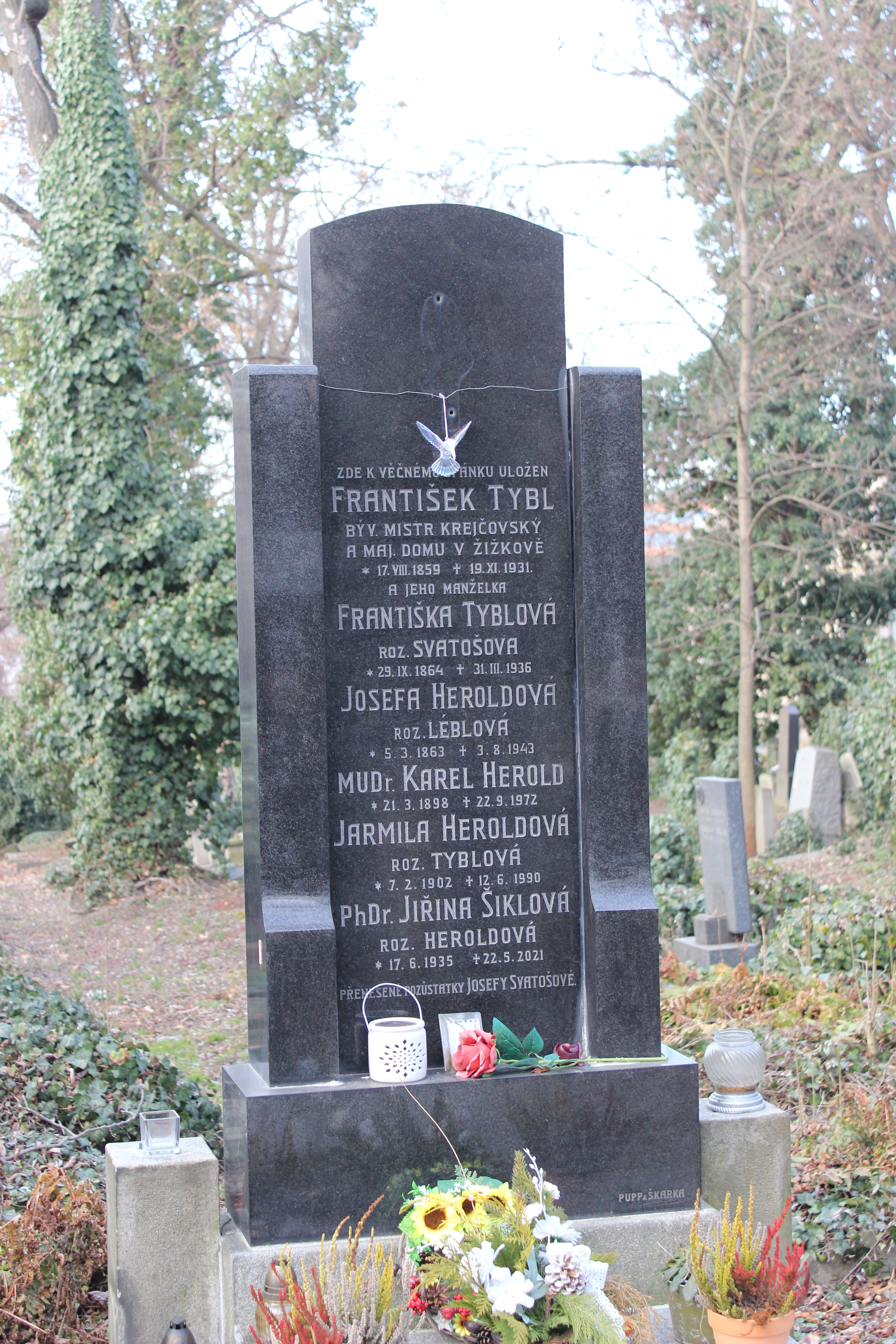
Hrob Jiřiny Šiklové (2025)

Zemřela 22. května 2021 ve věku 85 let. Pohřbena byla v rodinné hrobce na Olšanských hřbitovech.

## Ocenění
- V roce 1995 získala Jiřina Šiklová ocenění Žena Evropy za přínos integraci Evropy.[1]
- V roce 1999 jí prezident Václav Havel udělil Medaili za zásluhy I. stupně.
- V únoru 2000 získala plaketu Alice Masarykové za zásluhy o rozvoj sociální práce v ČR.
- V roce 2005 a 2015 vydalo Československé dokumentační středisko, o. p. s., spolu s americkým novinářem a mecenášem Jimem H. Ottawayem Jr. k narozeninám Jiřině Šiklové dvojjazyčnou publikaci Kočka, která nikdy nespí.[21]
- V roce 2020 u příležitosti svých 85. narozenin obdržela Stříbrnou medaili Senátu Parlamentu České republiky, nominoval ji nezávislý senátor Pavel Fischer.

Její jméno nese ulice Šiklové v Praze 5 v nově budované čtvrti Smíchov City.

## Dílo, výběr
- Jiřina Šiklová: Omlouvám se za svou nepřítomnost: dopisy z Ruzyně 1981–1982. Praha: Kalich, 2015.
- Jiřina Šiklová: Vyhoštěná smrt. Praha: Kalich, 2013. Úvahy o umírání a smrti.
- Jiřina Šiklová: Stoupenci proměn. Praha: Kalich, 2012. Studie o studentském protestním hnutí 60. let 20. stol.
- Jiřina Šiklová; Michal Plzák a Magdalena Čechlovská. Bez ohlávky: (rozhovory). Praha: Kalich, 2011. Knižní rozhovor suplující memoáry zachycuje politický, profesní i soukromý život.
- Jiřina Šiklová: Matky po e-mailu. Praha: Kalich, 2009. Úvahy o vztahu matka–dcera, o stárnutí, smrti, péči o nemohoucí příbuzné, paliativní péči, o tom, zda opravdu jen žena je určena k pečování o druhé, na pozadí e-mailové korespondence dvou žen ve věku 60–65 let, které se starají o své staré matky a které se jedna druhé časem svěří, jak je péče svazuje, že mívají na umírající příbuzné zlost atp. Traumata, s nimiž se ženy bojí vůbec někomu svěřit proto, aby je neodsoudil. Dopisy jsou proloženy odbornými radami aj.
- Jiřina Šiklová: Dopisy vnučce. Praha: Kalich, 2007. Kniha koncipovaná jako dopisy staromilské babičky dospívající vnučce je dokonale srozumitelnou formou dialogu mezi generacemi.
- Jiřina Šiklová: Deník staré paní. Praha: Kalich, 2003 a 2008. Beletristický návod s prvky populárně-naučné literatury, jak zvládat stáří a prožít je šťastně a smysluplně, je užitečný čtenářům bez ohledu na kalendářní věk, protože deníkové poznámky české důchodkyně jsou dobře srozumitelné i mladým, kteří stárnutí a stáří sdílejí se stárnoucími a starými.